# جزيرة كارانغ أونارانغ
جزيرة كارانغ أونارانغ وهي منارة أو جزيرة من جزر إندونيسيا، وتقع في إقليم كالمنتان الشمالية في إندونيسيا.